# Tram van Droezjkivka
De tram van Droezjkivka (Oekraïens: Дружківський трамвай) zorgt sinds 1945 voor openbaar vervoer in de Oekraïense stad Droezjkivka, gelegen in de Oostelijk gelegen Oblast Donetsk.

## Geschiedenis
Met de ondersteuning van de plaatselijke machinefabriek en de inwoners van Droezjkivka, werd in augustus 1945 begonnen met de bouw van een tramnet. Het eerste traject had een lengte van 1,5 kilometer, was enkelsporig en liep van de centrale Ploschtscha Lenina (Leninplaats) langs de machinefabriek tot de kort voor het station gelegen brug over de rivier Krywyj Torez (eindhalte Mist (brug)). Op 5 december 1945 werd deze lijn geopend. De verlenging van 0,7 kilometer tot aan het station (Salisnytschnyj Woksal) volgde op 1 mei 1946. Aan het eindpunt aan stadszijde volgde exact een jaar later, op 1 mei 1947, de verlenging tot aan de halte Technika waar later een stelplaats werd gebouwd. In 1949 kreeg dit traject een korte verlenging tot aan de keerlus Miska Likarnja (stedelijk ziekenhuis). Daarmee was lijn 1 met een lengte van 4 kilometer voltooid.
Twee decennia lang bleef het bij deze enige enkelsporige lijn. Pas in 1968 verschenen plannen voor een uitbreiding, inclusief de bouw van een nieuwe stelplaats. In juni 1969 werd het traject naar Mikrorajon Sonjatschnyj (Gorgas) geopend. Het werd tweesporig aangelegd wat ook het met lijn 1 gedeelde baanvak ten goede kwam. Dit gaf het ontstaan aan lijn 2, Miska Likarnja - Mikrorajon Sonjatschnyj. In 1974 kwam een nieuwe verlenging van Mikrorajon Sonjatschnyj tot Mikrorajon Maschynobudiwnikiw en in 1977 volgde de aanleg van het traject naar Mikrorajon Myrnyj waar een nieuwe stelplaats voor 50 trams verrees. Lijn 3 nam dit baanvak voor haar rekening. In maart 1981 opende de lijn naar Uniwermag Majak die bediend werd door lijn 4 en naar Mikrorajon Maschynobudiwnikiw reed. Lijn 2 werd daarop opnieuw ingekort tot Mikrorajon Sonjatschnyj. In 1983 volgde uiteindelijk de laatste verlenging van het stedelijk ziekenhuis naar Porzeljanowy Sawod (porseleinfabriek); de bediening hiervan kwam op rekening van de lijnen 2 en 5. Daarmee bereikte het tramnet zijn grootste uitbreiding. De spoorlengte bedroeg op dat ogenblik 26,4 kilometer waarvan 24,7 kilometer in gebruik voor het regulier verkeer. Tussen 1983 en het begin van de jaren 1990, telde het net de volgende vijf lijnen:
Lijn 1 Miska Likarnja - Salisnytschnyj Woksal (Russisch: Gorbolniza - Woksal)
Lijn 2 Porzeljanowy Sawod - Mikrorajon Sonjatschnyj (Russisch: Farforowy Sawod - Mikrorajon Solnetschny)
Lijn 3 Depo (Mikrorajon Myrnyj) - Mikrorajon Sonjatschnyj (Russisch: Depo (Mikrorajon Mirny) - Mikrorajon Solnetschny)
Lijn 4 Uniwermag Majak - Mikrorajon Maschynobudiwnikiw (Russisch: Uniwermag Majak - Mikrorajon Maschinostroitel)
Lijn 5 Porzeljanowy Sawod - Depo (Mikrorajon Myrnyj) (Russisch: Farforowy Sawod - Depo (Mikrorajon Mirny))
In de jaren 1980 bestonden nog plannen voor bijkomende trajecten die een ringtraject mogelijk zou gemaakt hebben. Deze lijn zou aftakken van het traject naar Porzeljanowy Sawod en dan voeren langs de Zuidwestelijke stadsrand, de lijn naar de stelplaats kruisen en via de Zuidoostelijke stadsrand uitmonden aan de Mikrorajon Sonjatschnyj. De ruimte voor dit traject werd vrijgehouden, maar tot de aanleg kwam het nooit.
Alle sinds 1969 aangelegde trajecten zijn dubbelsporig. Enkel lijn 1 bleef enkelsporig met uitzondering van de trajecten die met andere lijnen worden gedeeld.
Na de onafhankelijkheid van Oekraïne in 1991 kwam de werking van het bedrijf onder druk te staan door een gebrek aan financiële ondersteuning. Begin van de jaren 1990 werd lijn 3 opgeheven maar het volledige traject werd overgenomen door andere lijnen. In 2002 volgde de stillegging van het traject naar Porzeljanowy Sawod en de lijnen 2 en 5 werden ingekort tot Miska Likarnja. Op 5 november 2002 verdween lijn 4 wat leidde tot de opheffing van het traject Mikrorajon Sonjatschnyj - Mikrorajon Maschynobudiwnikiw. Het traject naar Uniwermag Majak verloor eveneens zijn bediening maar de infrastructuur bleef behouden. In 2003 reed nog slechts één tram op lijn 1 en een tweede op lijn 2 of 5. Tussen mei 2003 en oktober 2004 bleef nog enkel lijn 1 over. Vanaf november 2004 werd de bediening van lijn 1 versterkt tot drie trams en daarnaast werd ook lijn 5 opnieuw in dienst genomen met één tram. Op 5 mei 2005 kwam een nieuwe lijn 6 in dienst tussen de stelplaats (Mikrorajon Myrnyj) naar Uniwermag Majak. Op 4 januari begonnen ook lijnen 2 en 4 opnieuw te rijden maar enkel nog tot Mikrorajon Sonjatschnyj. Lijn 6 werd kort daarna opnieuw opgeheven.
Ondanks enkele kortstondige opheffingen en heropeningen van enkele lijnen, bleef lijn 1 als enige continu overeind. Het net met de lijnen 1, 2, 4 en 5 hield het uit tot 2008. In dat jaar verdwenen lijnen 4 en 5 en bleven enkel nog de lijnen 1 (twee tot drie trams) en 2 (één of twee trams) over. Lijn 4 herrees in 2010 met één tram die de dienst verzekerde.
Vanaf 6 september 2013 kwam het traject naar Porzeljanowyj Sawod opnieuw in dienst maar enkel nog op enkelspoor. Hiertoe werden aan Miska Likarnja onmiddellijk na de aftakking alsook aan de keerlus Porzeljanowyj Sawod wissels aangelegd. De op bepaalde plaatsen reeds onder het asfalt verdwenen sporen werden opnieuw vrijgemaakt en in de omgeving van de brug over de Kasennyj Torez moesten reeds uitgebroken sporen heraangelegd worden. De bovenleiding die over het gehele traject reeds was weggehaald, werd hersteld over het Zuidelijk gelegen spoor. Het op eigen bedding liggende maar niet meer gebruikte tweede spoor werd daarop uitgebroken.
Sinds 6 september 2013 bestond het net uit volgende lijnen:
Lijn 1 Miska Likarnja -Salisnytschnyj Woksal (Russisch: Gorbolniza- Woksal)
Lijn 2 Porzeljanowy Sawod - Mikrorajon Sonjatschnyj (Russisch: Farforowy Sawod - Mikrorajon Solnetschny)
Lijn 4 Uniwermag Majak - Mikrorajon Sonjatschnyj (Russisch: Uniwermag Majak - Mikrorajon Solnetschny)
Op 28 oktober 2014 werd het in 2002 stilgelegde traject naar Mikrorajon Maschynobudiwnikiw opnieuw in gebruik genomen. Ook hier moesten inmiddels onder het asfalt verdwenen sporen opnieuw worden vrijgemaakt en diende de bovenleiding hersteld. In tegenstelling tot de in 2013 gereactiveerde lijn naar Porzeljanowyj Sawod werd het traject naar Mikrorajon Maschynobudiwnikiw opnieuw dubbelsporig gemaakt. De eindhalte werd genoemd naar het aangrenzende stadsdeel 200 Planiw (Russisch: 200 Planow). Dit traject kwam toe aan de verlengde lijn 4 terwijl lijn 2 voortaan eindigde aan Mikrorajon Sonjatschnyj (thans ook aangeduid als Gorgas).
Daardoor ziet het net er vanaf 28 oktober 2014 als volgt uit:
Lijn 1 Miska Likarnja - Salisnytschnyj Woksal (Russisch: Gorbolniza - Woksal)
Lijn 2 Porzeljanowy Sawod - Mikrorajon Sonjatschnyj (Russisch: Farforowy Sawod - Mikrorajon Solnetschny/Gorgas)
Lijn 4 Uniwermag Majak - Mikrorajon Maschynobudiwnikiw/200 Planiw (Russisch: Uniwermag Majak - Mikrorajon Maschinostroitel/200 Planow)
Het traject naar de stelplaats (Mikrorajon Myrnyj) is exploiteerbaar maar wordt niet bediend door een reguliere lijn.

## Voertuigen
Bij de opening van het trambedrijf in 1945 werden van het tramnet van Donetsk twee tweeassige tweerichtingstrams van het type Ch overgenomen. Als gevolg van de verlenging van tramlijn 1 schafte het bedrijf in 1949 vier tweeassige trams van het type KTM-1 aan die in de plaats kwamen van de twee oorspronkelijke trams. Bovendien maakte de aanleg van keerlussen de inzet mogelijk van eenrichtingtrams. Deze vier KTM-1 vormden tot 1957 de gehele tramvloot. Het was in die tijd de gewoonte om de capaciteit van een KTM-1 tram te verhogen met een bijwagen van het type KTP-1. In 1957 en 1959 werd de vloot telkens versterkt met één zo'n koppelstel maar de vier reeds aanwezige trams kregen geen extra bijwagen.
Vanaf 1962 volgde de verdere uitbreiding van de tramvloot met voertuigen van het daaropvolgende model KTM-2/KTP-2, waarvan in 1962, 1964 en 1966 telkens één gekoppeld stel werd aangekocht. In 1968 kwamen er zes extra dergelijke stellen bij. In 1972 werd één KTM-1 uit dienst genomen maar in 1975 twee KTM-1/KTP-1-stellen tweedehands overgenomen uit Donetsk.
In 1976 begon de instroom van de vierassige trams van het type KTM-5 (onderserie KTM-5M3, 71-605). In 1976 werden tien KTM-5 geleverd en in 1977 en 1978 telkens zes. Hierdoor konden tot 1977 alle tweeassers uit dienst worden genomen. In totaal werden tot 1989 40 KTM-5 aangekocht (waarvan één tweedehands uit Marioepol); zij kregen de nummers 50 tot 89. Al vanaf 1986 gingen enkele KTM-5 uit dienst. Na 1989 was de aankoop van nieuwe trams niet langer mogelijk waardoor de vloot voortdurend kleiner werd. In 2013 waren nog slechts veertien KTM-5 beschikbaar.
Op 28 april 2015 werd van het tramnet van Charkov een Tatra T3SUCS 7088 uit het bouwjaar 1985 overgenomen. Deze tram deed oorspronkelijk dienst in Praag. In juli 2015 volgde de T3SUCS 6957 en in oktober 2015 de T3SU 7010 die in Charkov nooit dienstdeed. Deze tweedehandstrams worden in Droezjkivka ingezet met hun oorspronkelijk nummer.

## Exploitatie
De trams zijn dagelijks maar beperkt in dienst namelijk tussen circa 06.15 uur en 17.30 uur. In 2013 waren voor de reguliere dienst zeven motorwagens nodig, telkens drie voor lijnen 1 en 2 en een voor lijn 4. De vanaf oktober 2014 geldige dienstregeling vergt acht trams omdat op lijn 4 vanaf dan twee trams dienstdoen. Een van de trams op lijn 1 is slechts in de voormiddag in dienst. Alle lijnen rijden om de circa achttien minuten maar lijn 1 komt in de voormiddag elke twaalf minuten langs.
De koersborden van de trams zijn uitsluitend in het Russisch. De gebruikte benamingen wijken gedeeltelijk af van de hierboven gebruikte eindbestemmingen. Zo wordt voor de huidige eindhalte van lijn 2 Mikrorajon Maschinostroitel in plaats van Mikrorajon Solnetschny gebruikt. De Noordwestelijke eindhalte van lijn 4 wordt aangeduid met Ploschtschad Lenina, alhoewel dit plein zich langs lijn 1 bevindt.

## Foto's
|  |  |  |